# Blackmail (Band)
Blackmail (Eigenschreibweise blackmail) ist eine deutsche Independent-Band, die 1994 in Koblenz gegründet wurde. Die aktuelle Besetzung besteht aus dem Sänger Mathias Reetz, dem Gitarristen Kurt Ebelhäuser, dem Bassisten Carlos Ebelhäuser und dem Schlagzeuger Mario Matthias.

## Geschichte
Obwohl die Band ursprünglich Aussichten auf einen Major-Deal bei Virgin Records hatte, unterschrieben sie ihren ersten Plattenvertrag bei bluNoise Records. Das selbstbetitelte Debütalbum wurde 1996 aufgenommen, jedoch erst im Herbst 1997 veröffentlicht. Das Nachfolgealbum Science Fiction, das Einflüsse von 1980er-Jahre Popmusik aufwies, wurde im Sommer 1998 aufgenommen und im Februar des nächsten Jahres veröffentlicht. Daraufhin folgten Auftritte bei Rock am Ring und auf dem Bizarre-Festival sowie als Vorgruppe der Manic Street Preachers. Mit Do Robots Dream of Electric Sheep? erschien im Folgenden ein Remixalbum zu Science Fiction, dessen Titel auf den Roman Träumen Androiden von elektrischen Schafen? von Philip K. Dick anspielt. Schließlich unterschrieb die Gruppe einen Plattenvertrag bei Speicherstadt, einem Sublabel von Warner Music Group, wo ihnen künstlerische Freiheit zugesichert wurde.
Im Sommer 2000 begannen die Aufnahmen zum dritten Album Bliss, Please, welches Februar 2001 veröffentlicht wurde. Die erste Single-Auskopplung Same Sane erreichte nach Bandangaben Dauerrotation bei VIVA Zwei. Das Album wurde später von der deutschen Ausgabe des Magazins Rolling Stone auf Platz 421 der 500 besten Alben aller Zeiten geführt.
Ende 2001 wechselten Blackmail zum Mutterlabel WEA Records, da Speicherstadt geschlossen werden sollte. Ein Jahr später erschien die EP The Light of the Son Is the Son of the Light, deren gleichnamiges Stück als Titelsong zu einem John-Sinclair-Hörspiel fungierte.
Mitte 2002 begannen die Aufnahmen zum nächsten Album Friend or Foe?, die bis Februar 2003 dauerten. Zwei Jahre später wurde das Album von der Visions-Redaktion auf Platz 140 der „150 Platten für die Ewigkeit“ gewählt.
Die noch 2003 folgende EP Foe feierte in Japan große Erfolge, deshalb beschloss die Band, dort auf Tournee zu gehen. Nachdem Blackmail aus Japan zurückgekehrt waren, wurde ihnen angeboten, am Soundtrack zum deutschen Kinofilm Kammerflimmern zu arbeiten, was sie auch zusammen mit Lee Buddah und Regisseur Hendrik Hölzemann taten.
Die Aufnahmen zum Album Aerial View begannen im April 2005, und das Album wurde am 13. Januar 2006 veröffentlicht. Erstmals zog die Band, die normalerweise ihre Alben selbst produziert, mit Andi Jung einen externen Produzenten hinzu.
Am 28. März 2008 erschien das Album Tempo, Tempo, welches wieder von Kurt Ebelhäuser selbst im eigenen Studio Tonstudio 45 produziert wurde. Über die exklusiv während der folgenden Tour bei Konzerten erhältliche The Mad Luv EP folgten drei bisher unveröffentlichte Songs, darunter mit Mad World eine Coverversion von Tears for Fears und eine alternative Version von The Good Part unter der Beteiligung des Gypsy-Jazz- und Flamenco-Gitarristen Lulo Reinhardt.
Kurz vor Ende der Konzertreihe gab Blackmail am 11. Dezember 2008 bekannt, dass sich die Band nach internen Streitigkeiten von Aydo Abay getrennt hat. Die verbleibenden Mitglieder wollen laut eigener Aussage nach einer Pause unter gleichem Namen weitermachen, die laufende Tour wurde jedoch abgebrochen.
Im Februar 2010 stieg Mathias Reetz als neuer Sänger in die Band ein. Kurt Ebelhäuser hatte ihn entdeckt und überzeugte die verbliebenen Bandmitglieder davon, ihn als neuen Frontmann zu verpflichten. Am 29. April 2011 erschien das erste Album mit Reetz, Anima Now!, inklusive der vorab veröffentlichten Single Deborah. Als weitere Single aus dem Album wurde Night School ausgekoppelt.
Das nächste Blackmail-Album II erschien am 22. Februar 2013. Als erste Single wurde The Rush veröffentlicht, zu dem der Berliner Künstler Jörg Steineck einen animierten Videoclip produzierte. Bereits zwei Monate zuvor veröffentlichte die Band das Lied Impact als kostenlosen Download im Internet.
Die Band hat sich nie offiziell aufgelöst, ist allerdings seit 2014 inaktiv und hat seitdem keine Konzerte mehr gespielt.
Einzelne Mitglieder der Band gaben auch niemals eine offizielle Auskunft, betreiben allerdings trotzdem noch den Instagram-Account der Band.
Bassist Carlos Ebelhäuser ist seit 2021 in der Band „The Damned Don‘t Cry“ aktiv, welche ihre Debüt-EP im Herbst 2021 veröffentlichten. In den 1990er Jahren spielte Carlos Ebelhäuser den Bass in der Fun-Punk-Band Fritten + Bier mit dem damaligen Viva-Moderator Nils Bokelberg als Sänger. Auf dem Cover des Albums Kasse Taffee + Bein Rötchen in Full Plusquameffekt von 1996 ist Carlos Ebelhäuser in einem Gruppenfoto der Fun-Punk-Band zu sehen.
Neben Blackmail sind die Mitglieder der Band auch an weiteren Gruppierungen wie Ken oder Scumbucket beteiligt.
Aydo Abay spielt mittlerweile in drei weiteren Bands, ABAY, welche von ihm und dem Juli-Gitarristen Jonas Pfetzing ins Leben gerufen wurde, dem Electro-Pop-Projekt Freindz sowie der Alternative-Band Musa Dagh, welche im Jahr 2023 bereits ihr zweites Album veröffentlicht hat.
Ende 2024 verließ Abay Musa Dagh aufgrund kreativer Differenzen. Mittlerweile spielt er in der Band No Body.

## Diskografie

### Studioalben
| Jahr | Titel Musiklabel                   | Höchstplatzierung, Gesamtwochen, AuszeichnungChartplatzierungen (Jahr, Titel, Musiklabel, Platzierungen, Wochen, Auszeichnungen, Anmerkungen) | Höchstplatzierung, Gesamtwochen, AuszeichnungChartplatzierungen (Jahr, Titel, Musiklabel, Platzierungen, Wochen, Auszeichnungen, Anmerkungen) | Anmerkungen                                        |
| Jahr | Titel Musiklabel                   | DE | CH | Anmerkungen                                        |
| ---- | ---------------------------------- | --- | --- | -------------------------------------------------- |
| 1997 | Blackmail bluNoise                 | — | — | Erstveröffentlichung: 1997                         |
| 1999 | Science Fiction bluNoise           | — | — | Erstveröffentlichung: 1999                         |
| 2001 | Bliss, Please Speicherstadt/Warner | DE46 (2 Wo.)DE | — | Erstveröffentlichung: 26. Februar 2001             |
| 2003 | Friend or Foe? WEA                 | DE56 (4 Wo.)DE | — | Erstveröffentlichung: 2003                         |
| 2005 | The Ventricular Imperial Records   | — | — | Erstveröffentlichung: 2005 nur in Japan erhältlich |
| 2006 | Aerial View City Slang/Rough Trade | DE34 (6 Wo.)DE | CH68 (1 Wo.)CH | Erstveröffentlichung: 13. Januar 2006              |
| 2008 | Tempo Tempo City Slang/Universal   | DE34 (1 Wo.)DE | CH74 (1 Wo.)CH | Erstveröffentlichung: 28. März 2008                |
| 2011 | Anima Now! 45 Records/Soulfood     | DE70 (1 Wo.)DE | — | Erstveröffentlichung: 29. April 2011               |
| 2013 | II 45 Records/Unter Schafen/Alive  | DE81 (1 Wo.)DE | — | Erstveröffentlichung: 22. Februar 2013             |

### Kompilationen
| Jahr | Titel Musiklabel        | Höchstplatzierung, Gesamtwochen, AuszeichnungChartsChartplatzierungen (Jahr, Titel, Musiklabel, Platzierungen, Wochen, Auszeichnungen, Anmerkungen) | Anmerkungen                           |
| Jahr | Titel Musiklabel        | DE | Anmerkungen                           |
| ---- | ----------------------- | --- | ------------------------------------- |
| 2020 | 1997-2013 Unter Schafen | DE50 (1 Wo.)DE | Erstveröffentlichung: 24. Januar 2020 |

### EPs
| Jahr | Titel Musiklabel | Höchstplatzierung, Gesamtwochen, AuszeichnungChartsChartplatzierungen (Jahr, Titel, Musiklabel, Platzierungen, Wochen, Auszeichnungen, Anmerkungen) | Anmerkungen                |
| Jahr | Titel Musiklabel | DE | Anmerkungen                |
| ---- | ---------------- | --- | -------------------------- |
| 2003 | Foe WEA          | DE98 (1 Wo.)DE | Erstveröffentlichung: 2003 |

Weitere EPs
- 2002: The Light of the Son Is the Son of the Light
- 2003: It Could Be Yours
- 2008: The Mad Luv EP (nur auf Tour erhältlich)

### Remixalben
- 2000: Do Robots Dream of Electric Sheep?

### Soundtracks
- 2005: Kammerflimmern (O.S.T.) (mit Lee Buddah)